# Demineralizacja (fizjologia)
Demineralizacja – jest to proces przeciwny mineralizacji, tj. proces obniżania zawartości substancji nieorganicznych w tkance lub ustroju, zwłaszcza substancji mineralnych, najczęściej fosforu (fosforanów) i wapnia (mówi się wtedy o odwapnieniu).
Demineralizacja może prowadzić do poważnych chorób, w szczególności w tkankach o dużej zawartości składników mineralnych (kości, zęby) – demineralizacja kości może prowadzić do osteoporozy zaś  demineralizacja zębów do próchnicy.

## Etiologia
Powodami demineralizacji mogą być wzmożona degradacja tkanki, nieprawidłowe odkładanie związków mineralnych, nieprawidłowy rozwój tkanki, rzadziej z powodu niedoboru czy nadmiaru (np. hiperwitaminoza) odpowiednich składników w diecie.

## Diagnostyka
Diagnostyka – w przypadku kości – opiera się na badaniu densytometrycznym kości.

## Leczenie
Leczenie obejmuje podawanie odpowiednich suplementów diety aby wspomóc remineralizację tkanek i przywrócić ich stan fizjologiczny.

Przeczytaj ostrzeżenie dotyczące informacji medycznych i pokrewnych zamieszczonych w Wikipedii.